# Am Bodach
Der Am Bodach ist ein als Munro und Marilyn eingestufter, 1.032 m (3.386 ft) hoher Berg in Schottland. Sein gälischer Name kann in etwa mit Der alte Mann übersetzt werden. Er liegt in der Council Area Highland in der südöstlich von Fort William und dem Ben Nevis gelegenen Berggruppe der Mamores, deren vierthöchster Gipfel er ist. Die Hauptkette der Mamores erstreckt sich in Ost-West-Richtung zwischen dem Glen Nevis und der südlich gelegenen Ortschaft Kinlochleven und weist insgesamt acht Munros auf. Zwei weitere Munros liegen etwas abseits östlich der Hauptkette.

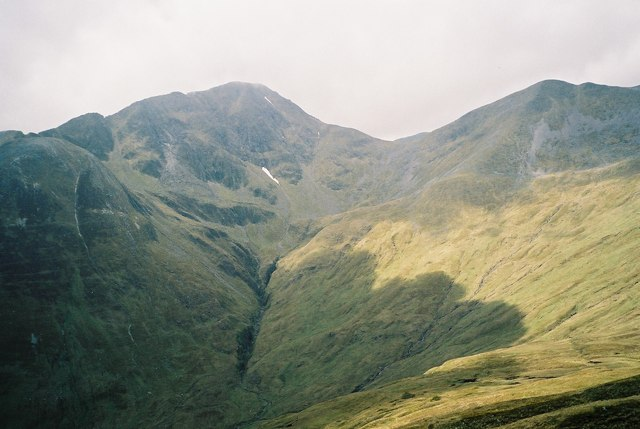
Blick aus dem südöstlich liegenden Coire nà Bà zum Am Bodach (links), rechts ein Vorgipfel des nordöstlich liegenden Stob Coire a’ Chàirn

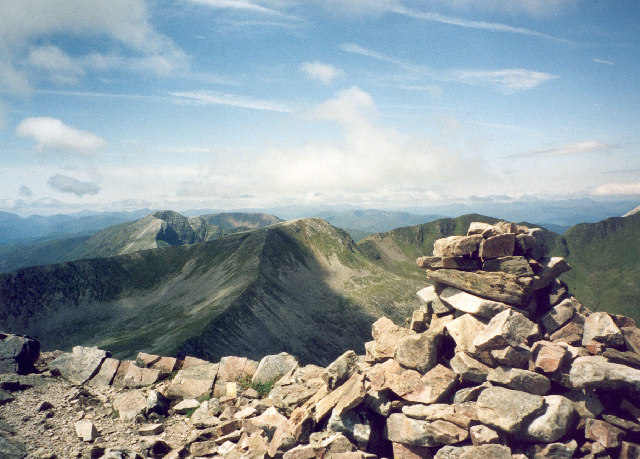
Der Gipfelcairn des Am Bodach

Im zentralen Teil der Mamores gelegen ist der Am Bodach Teil der in etwa in Ost-West-Richtung verlaufenden Hauptkette der Berggruppe. Der felsige und steile Gipfel besitzt drei markante Grate, zwei davon führen zu den benachbarten Gipfeln der Hauptkette. Nach Nordosten senkt sich der Grat bis auf einen Bealach auf 831 Meter Höhe ab, daran schließt sich der 981 Meter hohe Stob Coire a’ Chàirn an, der ebenfalls als Munro eingeordnet ist. Der nach Westnordwest verlaufende Grat stellt den Übergang zum Sgùrr an Iubhair her, einem 1001 Meter hohen Vorgipfel des Sgùrr a’ Mhàim. Nach Süden endet der dritte Grat auf etwa 850 Meter im Vorgipfel Sgùrr an Fhuarain, der steil über Kinlochleven aufragt. Die beiden zur Hauptkette gehörenden Grate nach Nordosten und Westnordwest umschließen zusammen mit dem Sgùrr a’ Mhàim das weite Kar Coire a’ Mhàil, das als Hängetal weit oberhalb der Talsohle des Glen Nevis endet. Der darin verlaufende Bach überwindet den Höhenunterschied über die am Fuß des Sgùrr a’ Mhàim liegenden Steall Falls. Nach Südosten umschließen der Nordost- und der Südgrat das Coire nà Bà.
Viele Munro-Bagger besteigen den Am Bodach im Zuge des „Ring of Steall“, einer als Rundtour angelegten Gratüberschreitung über insgesamt vier Munros sowie weitere Gipfel der Mamores. Ausgangspunkt dieser etwa 9 bis 12 Stunden dauernden Tour ist der Parkplatz am Ende der Fahrstraße von Fort William ins Glen Nevis. Von dort kann die Rundtour durch die River Nevis Gorge und parallel zu den Steall Falls steil ansteigend über den östlich benachbarten An Gearanach begonnen werden. Von dort führt die Tour über den Stob Coire a’ Chàirn zum Am Bodach. Von dessen Gipfel führt die Rundtour weiter zum Sgùrr an Iubhair, wo der Hauptgrat der Mamores verlassen wird und der teils ausgesetzte Verbindungsgrat zum Sgùrr a’ Mhàim beginnt. Von dessen Gipfel aus besteht eine Abstiegsmöglichkeit über den steilen Nordwestgrat bis ins Glen Nevis. Alternativ kann der „Ring of Steall“ auch in der Gegenrichtung begangen werden. Der Am Bodach kann auch von Kinlochleven aus bestiegen werden. Ein Zustieg führt über den Südwestgrat des Na Gruagaichean, von dessen Gipfel dann über die Hauptkette zum Stob Coire a’ Chàirn und weiter zum Am Bodach, alternativ ist der Zustieg über den West Highland Way ab Kinlochleven in Richtung Fort William, von diesem abzweigend ins Coire na h-Eirghe und weiter zum Sgùrr an Iubhair möglich.